# Saison 2020-2021 de Colomiers Rugby
Cette page présente la saison 2020-2021 de Colomiers Rugby en Pro D2.

## Entraîneurs
- Julien Sarraute : entraîneur principal
- Fabien Berneau : entraîneur des avants
- Fabrice Culinat : intervenant sur le poste de demi-de-mêlée
- David Skrela : intervenant jeu au pied
- Gurthrö Steenkamp : intervenant mêlée

## Effectif
| Nom                       | Poste            | Naissance         | Nationalité sportive | Sélections | Dernier club                     | Arrivée au club (année) |
| ------------------------- | ---------------- | ----------------- | -------------------- | ---------- | -------------------------------- | ----------------------- |
| Guillaume Tartas          | Pilier           | 20 novembre 1996  | France               | -          | SU Agen                          | 2017                    |
| Thomas Dubois             | Pilier           | 8 mai 1989        | France               | -          | USA Perpignan                    | 2012                    |
| Kane Palma-Newport        | Pilier           | 26 octobre 1990   | Angleterre           | -          | Bath Rugby                       | 2018                    |
| Hugo Pirlet               | Pilier           | 2 octobre 1996    | France               | -          | RC Narbonne                      | 2018                    |
| Beka Sheklashvili         | Pilier           | 6 juillet 1986    | Géorgie              |            | SC Albi                          | 2017                    |
| Hugo Djehi                | Pilier           | 30 juin 1998      | France               | -          | Formé au club                    | 2019                    |
| Victor Delmas             | Pilier           | 31 mai 1991       | France               | -          | Bath Rugby                       | 2019                    |
| Youssef Saaidia           | Talonneur        | 9 février 1995    | Algérie              |            | Formé au club                    | 2015                    |
| Ronan Chambord            | Talonneur        | 11 avril 1994     | France               | -          | Montpellier Hérault rugby        | 2019                    |
| Hikawera Elliot           | Talonneur        | 20 janvier 1986   | Nouvelle-Zélande     |            | USON Nevers                      | 2020                    |
| Thomas Larrieu            | Talonneur        | 11 mai 1991       | France               | -          | Valence Romans DR                | 2020                    |
| Clément Chartier          | Deuxième ligne   | 11 mars 1994      | France               | -          | Formé au club                    | 2014                    |
| Martin Chiappesoni        | Deuxième ligne   | 30 juillet 1990   | Argentine            |            | US Dax                           | 2018                    |
| George Earle              | Deuxième ligne   | 9 janvier 1987    |                      | -          | Cardiff Blues                    | 2019                    |
| Maxime Granouillet        | Deuxième ligne   | 12 février 1989   | France               | -          | SC Albi                          | 2017                    |
| Alexandre Ricard          | Deuxième ligne   | 30 juin 1997      | France               | -          | Formé au club                    | 2018                    |
| Anthony Coletta           | Deuxième ligne   | 25 avril 1989     | France               | -          | Soyaux Angoulême XV              | 2020                    |
| Aurélien Béco             | Troisième ligne  | 12 mars 1986      | Portugal             |            | Limoges rugby                    | 2011                    |
| Romain Bezian             | Troisième ligne  | 9 août 1988       | France               | -          | Stado Tarbes PR                  | 2015                    |
| Jean Thomas               | Troisième ligne  | 10 mars 1994      | France               | -          | Formé au club                    | 2013                    |
| Mihai Macovei             | Troisième ligne  | 29 octobre 1986   | Roumanie             |            | RC Massy Essonne                 | 2015                    |
| Waël Ponpon               | Troisième ligne  | 24 septembre 1997 | France               | -          | Formé au club                    | 2018                    |
| Pierre-Samuel Pacheco     | Troisième ligne  | 16 avril 2000     | France               | -          | Formé au club                    | 2018                    |
| Yann Peysson              | Troisième ligne  | 6 juillet 2000    | France               | -          | Formé au club                    | 2018                    |
| Bastien Vergnes-Taillefer | Troisième ligne  | 13 juin 1997      | France               | -          | Formé au club                    | 2018                    |
| Anthony Coletta           | Troisième ligne  | 25 avril 1989     | France               | -          | Soyaux Angoulême                 | 2020                    |
| Aldric Lescure            | Troisième ligne  | 10 juillet 1990   | France               | -          | Soyaux Angoulême                 | 2020                    |
| Edoardo Gori              | Demi de mêlée    | 5 mars 1990       | Italie               |            | Benetton Trévise                 | 2019                    |
| Gilen Queheille           | Demi de mêlée    | 15 septembre 1992 | France               | -          | AS Lavaur                        | 2019                    |
| Ugo Seguela               | Demi de mêlée    | 14 février 2001   | France               | -          | Formé au club                    | 2020                    |
| Sebastian Poet            | Demi d'ouverture | 20 octobre 1992   | Argentine            |            | Soyaux Angoulême XV              | 2017                    |
| Jules Soulan              | Demi d'ouverture | 16 juin 1994      | France               |            | Stade dijonnais                  | 2019                    |
| Johan Deysel              | Centre           | 26 septembre 1991 | Namibie              |            | Sharks                           | 2018                    |
| François Fontaine         | Centre           | 10 mai 1995       | France               | -          | Castres olympique                | 2017                    |
| Maxime Laforgue           | Centre           | 3 juin 1995       | France               | -          | Union Cognac Saint-Jean-d'Angély | 2019                    |
| Grégoire Maurino          | Centre           | 3 mars 1990       | France               | -          | Formé au club                    | 2010                    |
| Victor Moro               | Centre           | 3 juin 1996       | France               | -          | Formé au club                    | 2019                    |
| Fabien Perrin             | Centre           | 16 juin 1988      | France               |            | Union bressane                   | 2019                    |
| Paul Pimienta             | Centre           | 12 septembre 1995 | France               | -          | FC Auch Gers                     | 2017                    |
| Josua Vici                | Ailier           | 20 février 1994   | Fidji                | -          | Sabercats de Houston             | 2019                    |
| Alexis Palisson           | Ailier           | 9 septembre 1987  | France               |            | Stade français                   | 2020                    |
| Valentin Saurs            | Ailier           | 12 février 1995   | France               | -          | SU Agen                          | 2021                    |
| Simon Delas               | Ailier           | 13 juin 2000      | France               |            | Formé au club                    | 2019                    |
| Peni Rokoduguni           | Ailier           | 13 juin 2000      | France               |            | Formé au club                    | 2019                    |
| Thomas Girard             | Arrière          | 15 mars 1991      | France               | -          | RC Massy                         | 2018                    |
| Thomas Larregain          | Arrière          | 16 avril 1997     | France               |            | Formé au club                    | 2018                    |

## Calendrier

### Pro D2
| - Valence Romans DR - Colomiers rugby : 32 - 19 - Stade aurillacois - Colomiers rugby : 14 - 19 - Colomiers rugby - Stade montois : 22 - 17 - Provence rugby - Colomiers rugby : 15 - 23 - Colomiers rugby - Soyaux Angoulême XV : 53 - 11 - US Carcassonne - Colomiers rugby : 24 - 22 - Colomiers rugby - Rouen NR : 26 - 12 - Colomiers rugby - Oyonnax rugby : 16-16 - Colomiers rugby - USO Nevers : 19 - 16 - AS Béziers - Colomiers rugby : 14 - 9 - Colomiers rugby - FC Grenoble : 15 - 12 - US Montauban - Colomiers rugby : 16 - 13 - Colomiers rugby - USA Perpignan : 23 - 18 - Colomiers rugby - RC Vannes : 19 - 20 - Biarritz olympique - Colomiers rugby : 33 - 16 | - Colomiers rugby - Valence Romans DR : 21 - 16 - Colomiers rugby - Stade aurillacois : 16 - 17 - Stade montois - Colomiers rugby : annulé - Colomiers rugby - Provence rugby : 30 - 28 - Soyaux Angoulême XV - Colomiers rugby : 24 - 15 - Colomiers rugby - US Carcassonne : 37 - 13 - Rouen NR - Colomiers rugby : 19 - 23 - Oyonnax rugby - Colomiers rugby : 25 - 34 - USO Nevers - Colomiers rugby : 15 - 23 - Colomiers rugby - AS Béziers : 12 - 9 - FC Grenoble - Colomiers rugby : 32 - 16 - Colomiers rugby - US Montauban : 41 - 31 - USA Perpignan - Colomiers rugby : 28 - 12 - RC Vannes - Colomiers rugby : 40 - 7 - Colomiers rugby - Biarritz olympique : 16 - 20 |

### Classement de la saison régulière
| Rang | Club                | J  | V  | N | D  | Bo | Bd | Pm  | Pe  | Diff | Pts |
| ---- | ------------------- | -- | -- | - | -- | -- | -- | --- | --- | ---- | --- |
| 1    | USA Perpignan       | 30 | 24 | 1 | 5  | 7  | 2  | 821 | 504 | +317 | 107 |
| 2    | RC Vannes           | 30 | 21 | 2 | 7  | 8  | 3  | 722 | 513 | +209 | 99  |
| 3    | Biarritz olympique  | 30 | 19 | 2 | 9  | 6  | 5  | 700 | 578 | +122 | 91  |
| 4    | Oyonnax Rugby       | 30 | 18 | 2 | 10 | 5  | 1  | 808 | 657 | +151 | 82  |
| 5    | Colomiers Rugby     | 29 | 16 | 1 | 12 | 2  | 6  | 617 | 587 | +30  | 76  |
| 6    | FC Grenoble         | 30 | 16 | 1 | 13 | 4  | 5  | 666 | 594 | +72  | 75  |
| 7    | USO Nevers          | 30 | 13 | 1 | 16 | 5  | 6  | 650 | 652 | -2   | 65  |
| 8    | US Carcassonne      | 30 | 14 | 1 | 15 | 3  | 4  | 653 | 665 | -12  | 65  |
| 9    | US Montauban        | 30 | 14 | 1 | 15 | 0  | 2  | 627 | 762 | -135 | 60  |
| 10   | Stade aurillacois   | 30 | 12 | 1 | 17 | 2  | 6  | 557 | 585 | -28  | 58  |
| 11   | Stade montois       | 29 | 11 | 3 | 15 | 2  | 4  | 550 | 662 | -112 | 58  |
| 12   | AS Béziers          | 30 | 10 | 1 | 19 | 3  | 11 | 620 | 671 | -51  | 56  |
| 13   | Provence Rugby      | 30 | 11 | 2 | 17 | 1  | 6  | 622 | 743 | -121 | 55  |
| 14   | Rouen NR            | 30 | 11 | 1 | 18 | 1  | 7  | 552 | 605 | -53  | 54  |
| 15   | Valence Romans DR   | 30 | 9  | 3 | 18 | 1  | 6  | 647 | 804 | -157 | 49  |
| 16   | Soyaux Angoulême XV | 30 | 8  | 1 | 21 | 1  | 7  | 522 | 752 | -230 | 42  |

|  | Qualication pour les demi-finales (no 1, no 2) .          |
|  | Qualification pour les barrages (no 3, no 4, no 5, no 6). |
|  | Relégation en Nationale (no 15 et no 16).                 |

Attribution des points : victoire sur tapis vert : 5, victoire : 4, match nul : 2, défaite : 0, forfait : -2 ; plus les bonus (offensif : 3 essais de plus que l'adversaire ; défensif : défaite par 5 points d'écart ou moins; les deux bonus peuvent se cumuler).
Règles de classement :
1. points terrain (bonus compris) ; 2. points terrain obtenus dans les matchs entre équipes concernées ; 3. différence de points sur l'ensemble des matchs ; 4. différence de points dans les matchs entre équipes concernées ; 5. différence entre essais marqués et concédés dans les matchs entre équipes concernées ; 6. nombre de points marqués sur l'ensemble des matchs ; 7. différence entre essais marqués et concédés ; 8. nombre de forfaits n'ayant pas entraîné de forfait général ; 9. place la saison précédente.
Pour le dernier match non joué en raison du Covid, Colomiers et Mont-de-Marsan se sont partagé 2 points.

### Tableau final
|  | Barrages                                                      | Barrages                                              |                                                  |                                                  | Demi-finales                                         | Demi-finales                                         |  |  | Finale                                             | Finale                                             |
|  | Barrages                                                      | Barrages                                              |                                                  |                                                  | Demi-finales                                         | Demi-finales                                         |  |  | Finale                                             | Finale                                             |
|  |                                                               |                                                       |                                                  |                                                  |                                                      |                                                      |  |  |                                                    |                                                    |
|  | 22 mai 2021 à 13 h 5 au Stade Charles-Mathon, Oyonnax         | 22 mai 2021 à 13 h 5 au Stade Charles-Mathon, Oyonnax |                                                  |                                                  | 30 mai 2021 à 15 h 30 au Stade Aimé-Giral, Perpignan | 30 mai 2021 à 15 h 30 au Stade Aimé-Giral, Perpignan |  |  | 5 juin 2021 à 17 h 30 au GGL Stadium à Montpellier | 5 juin 2021 à 17 h 30 au GGL Stadium à Montpellier |
|  | 22 mai 2021 à 13 h 5 au Stade Charles-Mathon, Oyonnax         | 22 mai 2021 à 13 h 5 au Stade Charles-Mathon, Oyonnax |                                                  |                                                  | 30 mai 2021 à 15 h 30 au Stade Aimé-Giral, Perpignan | 30 mai 2021 à 15 h 30 au Stade Aimé-Giral, Perpignan |  |  | 5 juin 2021 à 17 h 30 au GGL Stadium à Montpellier | 5 juin 2021 à 17 h 30 au GGL Stadium à Montpellier |
|  | 22 mai 2021 à 13 h 5 au Stade Charles-Mathon, Oyonnax         | 22 mai 2021 à 13 h 5 au Stade Charles-Mathon, Oyonnax | USA Perpignan                                    | 27                                               |                                                      |                                                      |  |  | 5 juin 2021 à 17 h 30 au GGL Stadium à Montpellier | 5 juin 2021 à 17 h 30 au GGL Stadium à Montpellier |
|  | Oyonnax rugby                                                 | 28                                                    | USA Perpignan                                    | 27                                               |                                                      |                                                      |  |  | 5 juin 2021 à 17 h 30 au GGL Stadium à Montpellier | 5 juin 2021 à 17 h 30 au GGL Stadium à Montpellier |
|  | Oyonnax rugby                                                 | 28                                                    | Oyonnax rugby                                    | 15                                               |                                                      |                                                      |  |  | 5 juin 2021 à 17 h 30 au GGL Stadium à Montpellier | 5 juin 2021 à 17 h 30 au GGL Stadium à Montpellier |
|  | Colomiers rugby                                               | 22                                                    | Oyonnax rugby                                    | 15                                               |                                                      |                                                      |  |  | 5 juin 2021 à 17 h 30 au GGL Stadium à Montpellier | 5 juin 2021 à 17 h 30 au GGL Stadium à Montpellier |
|  | Colomiers rugby                                               | 22                                                    | 30 mai 2021 à 18 h au Stade de la Rabine, Vannes | 30 mai 2021 à 18 h au Stade de la Rabine, Vannes | USA Perpignan                                        | 33                                                   |  |  |                                                    |                                                    |
|  | 22 mai 2021 à 15 h 30 au Parc des sports d'Aguiléra, Biarritz |                                                       | 30 mai 2021 à 18 h au Stade de la Rabine, Vannes | 30 mai 2021 à 18 h au Stade de la Rabine, Vannes | USA Perpignan                                        | 33                                                   |  |  |                                                    |                                                    |
|  |                                                               | Biarritz olympique                                    | 30 mai 2021 à 18 h au Stade de la Rabine, Vannes | 30 mai 2021 à 18 h au Stade de la Rabine, Vannes | 14                                                   |                                                      |  |  |                                                    |                                                    |
|  | Biarritz olympique                                            | Biarritz olympique                                    | 30 mai 2021 à 18 h au Stade de la Rabine, Vannes | 30 mai 2021 à 18 h au Stade de la Rabine, Vannes | 14                                                   | 41                                                   |  |  |                                                    |                                                    |
|  | Biarritz olympique                                            | RC Vannes                                             | 33                                               |                                                  |                                                      | 41                                                   |  |  |                                                    |                                                    |
|  | FC Grenoble                                                   | RC Vannes                                             | 33                                               | 14                                               |                                                      |                                                      |  |  |                                                    |                                                    |
|  | FC Grenoble                                                   | Biarritz olympique                                    | 34                                               | 14                                               |                                                      |                                                      |  |  |                                                    |                                                    |
|  |                                                               | Biarritz olympique                                    | 34                                               |                                                  |                                                      |                                                      |  |  |                                                    |                                                    |

### Barrages
| 22 mai 2021 13 h 5 | Oyonnax rugby | 28 - 22 (12 - 19) | Colomiers rugby | Stade Charles-Mathon, Oyonnax 1,000 spectateurs Arbitre : Maxime Chalon |
| 22 mai 2021 13 h 5 | Essai(s) : 1 Fall (44e) Transformation(s) : 1 Le Bourhis (44e) Pénalité(s) : 7 Y.Le Bourhis (9e, 15e, 33e, 40e, 50e, 57e), Beauxis (74e) Carton(s) jaune(s) : 1 Leaitaua (17e) |                   | Essai(s) : 1 Sheklashvili (12e) Transformation(s) : 1 Soulan (12e) Pénalité(s) : 5 J.Soulan (18e, 24e, 29e, 35e), T.Girard (77e) Carton(s) jaune(s) : 1 T.Girard (39e) | Stade Charles-Mathon, Oyonnax 1,000 spectateurs Arbitre : Maxime Chalon |
| 22 mai 2021 13 h 5 | |                   | | Stade Charles-Mathon, Oyonnax 1,000 spectateurs Arbitre : Maxime Chalon |

## Statistiques

### Championnat de France
Meilleurs réalisateurs
| Rang | Joueur | Poste | Points | Essais | Transf. | Pén. | Drops |
| ---- | ------ | ----- | ------ | ------ | ------- | ---- | ----- |
| 1    | -      | -     | -      | -      | -       | -    | -     |
| 2    | -      | -     | -      | -      | -       | -    | -     |
| 3    | -      | -     | -      | -      | -       | -    | -     |
| 4    | -      | -     | -      | -      | -       | -    | -     |
| 5    | -      | -     | -      | -      | -       | -    | -     |

Meilleurs marqueurs
| Rang | Joueur | Poste | Essais |
| ---- | ------ | ----- | ------ |
| 1    | -      | -     | -      |
| 2    | -      | -     | -      |
| 3    | -      | -     | -      |
| 4    | -      | -     | -      |
| 5    | -      | -     | -      |